# Den mekaniske boxaren
Den mekaniske boxaren (engelska: Mickey's Mechanical Man) är en amerikansk animerad kortfilm med Musse Pigg från 1933.

## Handling
Musse Pigg har byggt en robot som ska tävla i en boxningsmatch mot en gorilla, men det verkar som att något har gått galet.

## Om filmen
Filmen är den 57:e Musse Pigg-kortfilmen som producerades och den sjunde som lanserades år 1933.
Filmen hade svensk premiär den 26 december 1933 på biografen Rita i Stockholm som en del i kortfilmsprogrammet Tre små grisar tillsammans med fyra kortfilmer till; I jultomtens verkstad, Små, små fåglar, Tre små grisar och Musse Piggs galapremiär.

## Rollista
- Walt Disney – Musse Pigg
- Marcellite Garner – Mimmi Pigg[7]